# 近藤真琴
近藤真琴（1831年10月29日—1886年9月4日）是一位日本教育家，思想家。日本海军中佐。明治六大教育家之一。

## 生平
1831年出生于武藏国江户，1839年在藩校尚志馆学习皇汉学，1849年在伊势国龟山藩儒医学习汉学，1853年在和泉岸和田藩医学习兰学。1855年被任命为鸟羽藩兰学方，1857年在大村益次郎开设的鸠居堂学习兰学和兵法。1858年担任鸟羽藩汉学教授。1863年在自宅中创建攻玉社。1873年担任维也纳万国博览会日本馆事务官，回国后创建鸟羽联合小学校（现・鸟羽市立鸟羽小学校）。1875年创建航海测量习练所，1881年创建分校，也就是鳥羽商船高等專門學校前身。
1886年9月4日去世，享年56岁。